# Schwerzenbach
Schwerzenbach is een gemeente en plaats in het Zwitserse kanton Zürich, en maakt deel uit van het district Uster.
Schwerzenbach telt 4134 inwoners.